# Чаклер, Дэвид
Дэвид Чаклер (англ. David Chackler) — американский музыкальный и кинопродюсер. Он наиболее известен тем, что положил начало карьере нескольких артистов, в том числе Стиви Никс и Линдси Бэкингем (Fleetwood Mac), Queen и 2 Live Crew, а также его работа с обладателем Грэмми рок-легендой Джимом Петериком (Survivor и Ides of March).

## Карьера
Влияние Дэвида Чаклера в индустрии развлечений насчитывает более сорока лет, от вчерашних хитов до сегодняшних лидеров чартов. Чаклер знает бизнес изнутри и снаружи, имея многолетний опыт работы как в музыкальной, так и в киноиндустрии в качестве руководителя компании, владельца, издателя и исполнительного продюсера художественных фильмов и саундтреков к фильмам. Его первая должность была в «The Home of the Philadelphia Sound», Cameo-Parkway Records.
Mercury Records предложила ему местную должность по продвижению и в течение первого года перевела его на должность национального директора по продвижению. Во время своего пребывания в Mercury он также работал с Phillips Smash и Fontana Records, где он повлиял на карьеру таких артистов, как Фрэнки Валли и the Four Seasons, Spanky and Our Gang, Роджер Миллер и Джерри Батлер. Вскоре после первого года работы в Mercury Чаклер оказался в Чикаго, работая вице-президентом Mercury по национальному продвижению. В 1968 году Chess Records назначила Чаклера вице-президентом по национальному продвижению. Это дало ему возможность работать с такими артистами, как Хаулин Вулф, Мадди Уотерс, Чак Берри и Минни Рипертон (и Rotary Connection). Он также воспользовался своими филадельфийскими корнями и сыграл важную роль в привлечении продюсерской группы Gamble-Huff в Chess с их лейблом Neptune Records, где The O’Jays выпустили свой первый хит «One Night Affair». Затем Чаклер перешёл из Chess в White Whale Records в Лос-Анджелесе, работая с The Turtles, Renee and Renee, а затем в Polydor/Polygram Records, где он стал вице-президентом по продвижению, а затем вице-президентом по операциям на западном побережье.

## Dead Rabbit Films
В 1986 году Чеклер объединился со сценаристом и режиссёром Томом Холландом, чтобы сформировать TH Productions. Их работа над многими фильмами, а также телесериалами, включая Twisted Tales Тома Холланда, завоевала сердца поклонников на всю жизнь. В 2009 году он и Холланд разработали Dead Rabbit Films. Вместе они разработали и продюсировали такие фильмы, как «Детские игры» и «Роковая красота» с Вупи Голдберг и Сэмом Эллиотом.
Чеклер упоминается в нескольких книгах «Наёмные убийцы», «Настолько противны, насколько они хотят быть», «Невероятное восхождение деревенского рока» и «Видения, мечты и слухи Стиви Ника».